# Cecil Bernard Rutley
Cecil Bernard Rutley (firma como C Bernard Rutley) fue un escritor inglés, principalmente de libros infantiles de género fantástico.
Publicó diversas novelas de fantasía y ciencia ficción entre 1925 y 1950, y de obras relacionadas con la naturaleza salvaje.
En España es precisamente conocido por esta faceta, gracias a la serie "Vidas de animales salvajes", publicada en los años cuarenta del siglo XX (y reeditada hasta principios de la década de 1980) por la barcelonesa Editorial Molino. La serie se compone de catorce cortas novelas que recrean la vida de diferentes animales salvajes en sus hábitat, todas ellas ilustradas por Stuart Tresilian. Sus títulos son:
- 1) Bru, el oso gris
- 2) Kra, el mandril
- 3) Piko, el castor
- 4) Chag, el caribú
- 5) Timur, el tigre
- 6) Miska, la foca
- 7) Loki, el lobo
- 8) Gogo, el pingüino
- 9) Raja, el elefante
- 10) Inkosi, el león
- 11) Tuska, el jabalí
- 12) Frisk, la nutria
- 13) Ray, el zorro
- 14) Thunda, el búfalo

Enlaces:
http://sf-encyclopedia.com/entry/rutley_c_bernard
- Datos: Q17624734